# Комаринский сельсовет
Комаринский сельсовет (бел. Камарынскі сельсавет) — административная единица на территории Брагинского района Гомельской области Беларуси. Административный центр — городской посёлок Комарин.

## История
Создан 8 декабря 1926 года в составе Брагинского района Речицкого округа. С 9 июня 1927 года по 26 июля 1930 года в Гомельском округе. С 15 января 1938 года в Полесской области, с 8 января 1954 года — в Гомельской области. С 25 декабря 1962 года — в Брагинском районе.
7 ноября 1959 года был преобразован в Комаринский поселковый Совет.
С 29 ноября 2005 года исключена деревня Скородное Комаринского поссовета из данных по учёту административно-территориальных и территориальных единиц.
26 сентября 2006 года в состав сельсовета включена территория упразднённого Верхнежаровского сельсовета, включая населённые пункты: Верхние Жары, Гдень, Нижние Жары
20 августа 2008 года упразднены посёлки Вельмов, Желибор, Пасека, Пристанское, деревни Залесье, Колыбань, Крюки, Кулажин, Михалевка, Чикаловичи.
12 декабря 2013 года преобразован в Комаринский сельсовет.

## Состав
Комаринский сельсовет включает 8 населённых пунктов:
- Верхние Жары — деревня
- Гдень — деревня
- Иванки — деревня
- Карловка — деревня
- Катичев — деревня
- Кирово — деревня
- Комарин — городской посёлок
- Нижние Жары — деревня

Упразднённые населённые пункты:
- Вельмов — посёлок
- Желибор — посёлок
- Залесье — деревня
- Колыбань — деревня
- Крюки — деревня
- Кулажин — деревня
- Михалевка — деревня
- Пасека — посёлок
- Посудово — деревня
- Пристанское — посёлок
- Скородное — деревня[2]
- Чикаловичи — деревня

## Население
Согласно переписи населения 2009 года на территории сельсовета проживало 2766 человек, среди которых 86,7% — белорусы.